# Trentola-Ducenta
Trentola-Ducenta är en ort och kommun i provinsen Caserta i regionen Kampanien i Italien. Kommunen hade 19 844 invånare (2017).